# Улица Ленина (Бендеры)
У́лица Ле́нина — центральная улица города Бендеры. Начинается от железнодорожного вокзала «Бендеры-1», затем идет в восточном направлении, проходит через центр города, и доходит до пересечения с улицей Ткаченко.

## История
Первоначально улица носила название Андреевская. В 1908 году было принято решение переименовать её в Харузинскую. Спустя 10 лет улицу вновь переименовали в улицу Режина Мария. И только с 1940 года улица стала носить название Владимира Ильича Ленина.

## Застройка
На ул. Ленина по проекту архитектора В.П. Меднек был построен первый в Молдавии двухзальный кинотеатр. Улица застроена в основном 3- и 5-этажными домами (кроме одного 8-этажного бывшего «Дома книги»). На улице находятся Сбербанк, парк, ТЦ «Пассаж», ТЦ «Green Intermarket», госадминистрация, швейная фабрика, ДК им. П. Ткаченко.
На пересечении с улицей Суворова сохранилось здание постройки XIX века. Там же расположен ряд общественных зданий, поддерживающих развитие центра города по направлению к Днестру. 

### Памятники
- Памятник В. И. Ленину
- Памятник П. Ткаченко

## Транспорт
Движение двустороннее. На Площади Освобождения движение запрещено. На площади имеются парковочные места для автотранспорта госадминистрации и посетителей ТЦ «Green Intermarket» и ТЦ «Шериф».  Из 8 пересечений с другими улицами, 3 регулируются светофорами.

### Троллейбус
Прямого троллейбусного движения по улице нет. Но улицу пересекают троллейбусные маршруты.
- № 2 пересекает по улице Суворова.
- № 3 пересекает по улице Суворова.
- № 4 пересекает по улице Суворова.
- № 5 пересекает по улице Суворова.

### Маршрутное такси
Прямого движения маршрутных такси по улице нет, но улицу пересекают маршруты №№1, 3, 4, 5, 6, 6 а, 7, 8, 16 а, 17, 23.

## Ближайшие улицы
Улица Ленина граничит или пересекается со следующими улицами:
| - улица Ак.Федорова; - улица Дзержинского; - улица Пушкина; - улица Кирова; - улица Коммунистическая; - улица Калинина; | - улица Советская; - Улица Суворова; - улица Котовского; - улица Шестакова; - улица Ткаченко; | - улица Советская; - Улица Суворова; - улица Котовского; - улица Шестакова; - улица Ткаченко; |  |  |